# 20e étape du Tour d'Italie 2004
Pour un article plus général, voir Tour d'Italie 2004.
La 20e étape du Tour d'Italie 2004 a eu lieu le 30 mai 2004 entre la ville de Clusone et celle de Milan sur une distance de 149 km. Elle a été remportée au sprint par l'Italien Alessandro Petacchi (Fassa Bortolo), qui remporte ici sa neuvième victoire d'étape sur l'épreuve. Il devance son compatriote Marco Zanotti (Vini Caldirola-Nobili Rubinetterie) et le Néerlandais Aart Vierhouten (Lotto-Domo). Damiano Cunego (Saeco) conserve son maillot rose de leader à l'issue de l'étape du jour et remporte son premier Tour d'Italie.

## Classement de l'étape
| \| Classement de l'étape \| Classement de l'étape \| Classement de l'étape \| Classement de l'étape \| Classement de l'étape \| \| Coureur \| Coureur \| Pays \| Équipe \| Temps \| \| --------------------- \| --------------------- \| --------------------- \| ---------------------------------- \| --------------------- \| \| 1er \| Alessandro Petacchi \| Italie \| Fassa Bortolo \| 4 h 07 min 01 s \| \| 2e \| Marco Zanotti \| Italie \| Vini Caldirola-Nobili Rubinetterie \| + 0 s \| \| 3e \| Aart Vierhouten \| Pays-Bas \| Lotto-Domo \| + 0 s \| \| 4e \| Olaf Pollack \| Allemagne \| Gerolsteiner \| + 0 s \| \| 5e \| Alejandro Borrajo \| Argentine \| Ceramica Panaria-Margres \| + 0 s \| \| 6e \| Aliaksandr Usau \| Biélorussie \| Phonak Hearing Systems \| + 0 s \| \| 7e \| Marco Velo \| Italie \| Fassa Bortolo \| + 0 s \| \| 8e \| Simone Cadamuro \| Italie \| De Nardi-Piemme Telekom \| + 0 s \| \| 9e \| Angelo Furlan \| Italie \| Alessio-Bianchi \| + 3 s \| \| 10e \| Marcus Ljungqvist \| Suède \| Alessio-Bianchi \| + 3 s \| |                     |             |                                    |                 |
| |                     |             |                                    |                 |
| |                     |             |                                    |                 |
| Classement de l'étape |                     |             |                                    |                 |
| Coureur | Coureur             | Pays        | Équipe                             | Temps           |
| 1er | Alessandro Petacchi | Italie      | Fassa Bortolo                      | 4 h 07 min 01 s |
| 2e | Marco Zanotti       | Italie      | Vini Caldirola-Nobili Rubinetterie | + 0 s           |
| 3e | Aart Vierhouten     | Pays-Bas    | Lotto-Domo                         | + 0 s           |
| 4e | Olaf Pollack        | Allemagne   | Gerolsteiner                       | + 0 s           |
| 5e | Alejandro Borrajo   | Argentine   | Ceramica Panaria-Margres           | + 0 s           |
| 6e | Aliaksandr Usau     | Biélorussie | Phonak Hearing Systems             | + 0 s           |
| 7e | Marco Velo          | Italie      | Fassa Bortolo                      | + 0 s           |
| 8e | Simone Cadamuro     | Italie      | De Nardi-Piemme Telekom            | + 0 s           |
| 9e | Angelo Furlan       | Italie      | Alessio-Bianchi                    | + 3 s           |
| 10e | Marcus Ljungqvist   | Suède       | Alessio-Bianchi                    | + 3 s           |

## Classement général
À la suite de cette dernière étape de plaine, pas de changement au classement général. L'Italien Damiano Cunego (Saeco) conserve le maillot rose de leader du classement général et devance toujours l'Ukrainiens Serhiy Honchar (De Nardi-Piemme Telekom) et son coéquipier Gilberto Simoni, troisième.
| \| Classement général \| Classement général \| Classement général \| Classement général \| Classement général \| \| Coureur \| Coureur \| Pays \| Équipe \| Temps \| \| ------------------ \| ------------------ \| ------------------ \| ---------------------------------- \| ------------------ \| \| 1er \| Damiano Cunego \| Italie \| Saeco \| 88 h 40 min 43 s \| \| 2e \| Serhiy Honchar \| Ukraine \| De Nardi-Piemme Telekom \| + 2 min 02 s \| \| 3e \| Gilberto Simoni \| Italie \| Saeco \| + 2 min 05 s \| \| 4e \| Dario Cioni \| Italie \| Fassa Bortolo \| + 4 min 36 s \| \| 5e \| Yaroslav Popovych \| Ukraine \| Landbouwkrediet-Colnago \| + 5 min 05 s \| \| 6e \| Stefano Garzelli \| Italie \| Vini Caldirola-Nobili Rubinetterie \| + 5 min 31 s \| \| 7e \| Wladimir Belli \| Italie \| Lampre \| + 6 min 12 s \| \| 8e \| Bradley McGee \| Australie \| Fdjeux.com \| + 6 min 15 s \| \| 9e \| Tadej Valjavec \| Slovénie \| Phonak Hearing Systems \| + 6 min 34 s \| \| 10e \| Juan Manuel Gárate \| Espagne \| Lampre \| + 12 min 47 s \| |                    |           |                                    |                  |
| |                    |           |                                    |                  |
| |                    |           |                                    |                  |
| Classement général |                    |           |                                    |                  |
| Coureur | Coureur            | Pays      | Équipe                             | Temps            |
| 1er | Damiano Cunego     | Italie    | Saeco                              | 88 h 40 min 43 s |
| 2e | Serhiy Honchar     | Ukraine   | De Nardi-Piemme Telekom            | + 2 min 02 s     |
| 3e | Gilberto Simoni    | Italie    | Saeco                              | + 2 min 05 s     |
| 4e | Dario Cioni        | Italie    | Fassa Bortolo                      | + 4 min 36 s     |
| 5e | Yaroslav Popovych  | Ukraine   | Landbouwkrediet-Colnago            | + 5 min 05 s     |
| 6e | Stefano Garzelli   | Italie    | Vini Caldirola-Nobili Rubinetterie | + 5 min 31 s     |
| 7e | Wladimir Belli     | Italie    | Lampre                             | + 6 min 12 s     |
| 8e | Bradley McGee      | Australie | Fdjeux.com                         | + 6 min 15 s     |
| 9e | Tadej Valjavec     | Slovénie  | Phonak Hearing Systems             | + 6 min 34 s     |
| 10e | Juan Manuel Gárate | Espagne   | Lampre                             | + 12 min 47 s    |

## Classements annexes
| Classement par points | Classement par points | Classement par points | Classement par points              | Classement par points |
| Coureur               | Coureur               | Pays                  | Équipe                             | Points                |
| --------------------- | --------------------- | --------------------- | ---------------------------------- | --------------------- |
| 1er                   | Alessandro Petacchi   | Italie                | Fassa Bortolo                      | 250 pts               |
| 2e                    | Damiano Cunego        | Italie                | Saeco                              | 153 pts               |
| 3e                    | Olaf Pollack          | Allemagne             | Gerolsteiner                       | 148 pts               |
| 4e                    | Aliaksandr Usau       | Biélorussie           | Phonak Hearing Systems             | 111 pts               |
| 5e                    | Marco Zanotti         | Italie                | Vini Caldirola-Nobili Rubinetterie | 102 pts               |

| Classement par points | Classement par points | Classement par points | Classement par points              | Classement par points |
| Coureur               | Coureur               | Pays                  | Équipe                             | Points                |
| --------------------- | --------------------- | --------------------- | ---------------------------------- | --------------------- |
| 1er                   | Alessandro Petacchi   | Italie                | Fassa Bortolo                      | 250 pts               |
| 2e                    | Damiano Cunego        | Italie                | Saeco                              | 153 pts               |
| 3e                    | Olaf Pollack          | Allemagne             | Gerolsteiner                       | 148 pts               |
| 4e                    | Aliaksandr Usau       | Biélorussie           | Phonak Hearing Systems             | 111 pts               |
| 5e                    | Marco Zanotti         | Italie                | Vini Caldirola-Nobili Rubinetterie | 102 pts               |

| Classement de la montagne | Classement de la montagne | Classement de la montagne | Classement de la montagne          | Classement de la montagne |
| Coureur                   | Coureur                   | Pays                      | Équipe                             | Points                    |
| ------------------------- | ------------------------- | ------------------------- | ---------------------------------- | ------------------------- |
| 1er                       | Fabian Wegmann            | Allemagne                 | Gerolsteiner                       | 56 pts                    |
| 2e                        | Damiano Cunego            | Italie                    | Saeco                              | 54 pts                    |
| 3e                        | Gilberto Simoni           | Italie                    | Saeco                              | 36 pts                    |
| 4e                        | Stefano Garzelli          | Italie                    | Vini Caldirola-Nobili Rubinetterie | 33 pts                    |
| 5e                        | Alexandre Moos            | Suisse                    | Phonak Hearing Systems             | 27 pts                    |

| Classement de la montagne | Classement de la montagne | Classement de la montagne | Classement de la montagne          | Classement de la montagne |
| Coureur                   | Coureur                   | Pays                      | Équipe                             | Points                    |
| ------------------------- | ------------------------- | ------------------------- | ---------------------------------- | ------------------------- |
| 1er                       | Fabian Wegmann            | Allemagne                 | Gerolsteiner                       | 56 pts                    |
| 2e                        | Damiano Cunego            | Italie                    | Saeco                              | 54 pts                    |
| 3e                        | Gilberto Simoni           | Italie                    | Saeco                              | 36 pts                    |
| 4e                        | Stefano Garzelli          | Italie                    | Vini Caldirola-Nobili Rubinetterie | 33 pts                    |
| 5e                        | Alexandre Moos            | Suisse                    | Phonak Hearing Systems             | 27 pts                    |

| Classement Intergiro | Classement Intergiro | Classement Intergiro | Classement Intergiro         | Classement Intergiro |
|                      | Coureur              | Pays                 | Équipe                       | Temps                |
| -------------------- | -------------------- | -------------------- | ---------------------------- | -------------------- |
| 1er                  | Raffaele Illiano     | Italie               | Colombia-Selle Italia        | en 49 h 38 min 14 s  |
| 2e                   | Crescenzo D'Amore    | Italie               | Acqua & Sapone-Caffè Mokambo | + 13 s               |
| 3e                   | Mariano Piccoli      | Italie               | Lampre                       | + 19 s               |
| 4e                   | Marlon Pérez         | Colombie             | Colombia-Selle Italia        | + 22 s               |
| 5e                   | Alessandro Vanotti   | Italie               | De Nardi-Piemme Telekom      | + 36 s               |
| modifier             |                      |                      |                              |                      |

| Classement par équipes | Classement par équipes             | Classement par équipes | Classement par équipes |
| Équipe                 | Équipe                             | Pays                   | Temps                  |
| ---------------------- | ---------------------------------- | ---------------------- | ---------------------- |
| 1re                    | Saeco                              | Italie                 | 265 h 52 min 05 s      |
| 2e                     | Vini Caldirola-Nobili Rubinetterie | Italie                 | + 19 min 15 s          |
| 3e                     | Lampre                             | Italie                 | + 26 min 12 s          |
| 4e                     | Alessio-Bianchi                    | Italie                 | + 29 min 13 s          |
| 5e                     | Saunier Duval-Prodir               | Espagne                | + 39 min 21 s          |

| Classement par équipes | Classement par équipes             | Classement par équipes | Classement par équipes |
| Équipe                 | Équipe                             | Pays                   | Temps                  |
| ---------------------- | ---------------------------------- | ---------------------- | ---------------------- |
| 1re                    | Saeco                              | Italie                 | 265 h 52 min 05 s      |
| 2e                     | Vini Caldirola-Nobili Rubinetterie | Italie                 | + 19 min 15 s          |
| 3e                     | Lampre                             | Italie                 | + 26 min 12 s          |
| 4e                     | Alessio-Bianchi                    | Italie                 | + 29 min 13 s          |
| 5e                     | Saunier Duval-Prodir               | Espagne                | + 39 min 21 s          |